# スクーン (スコットランド)
スクーン （英語:Scone、[ˈskuːn] 、現代スコットランド・ゲール語:Sgàin、中世ゲール語:Scoine）は、スコットランド、パース・アンド・キンロスの村。
中世のスクーンは、スクーン修道院の周囲で成長した。スクーン修道院は19世紀初頭には荒れ果てた状態であり、住民が立ち退かされた後に同じ場所にマンスフィールド伯爵が新たにスクーン・パレスを建設した。したがって、現代のスクーン村と、中世のオールド・スクーン村は区別される。
新スクーンとオールド・スクーンは、スコットランドの歴史的な県であるガウリーに属する。オールド・スクーンはアルバ王国の首都であった。中世においては、スクーンはスコットランド王国の重要な地であり、宮廷が置かれ、代々の王たちが戴冠式を行った。宮殿の周囲に、パースの町とスクーン修道院があった。

## 歴史

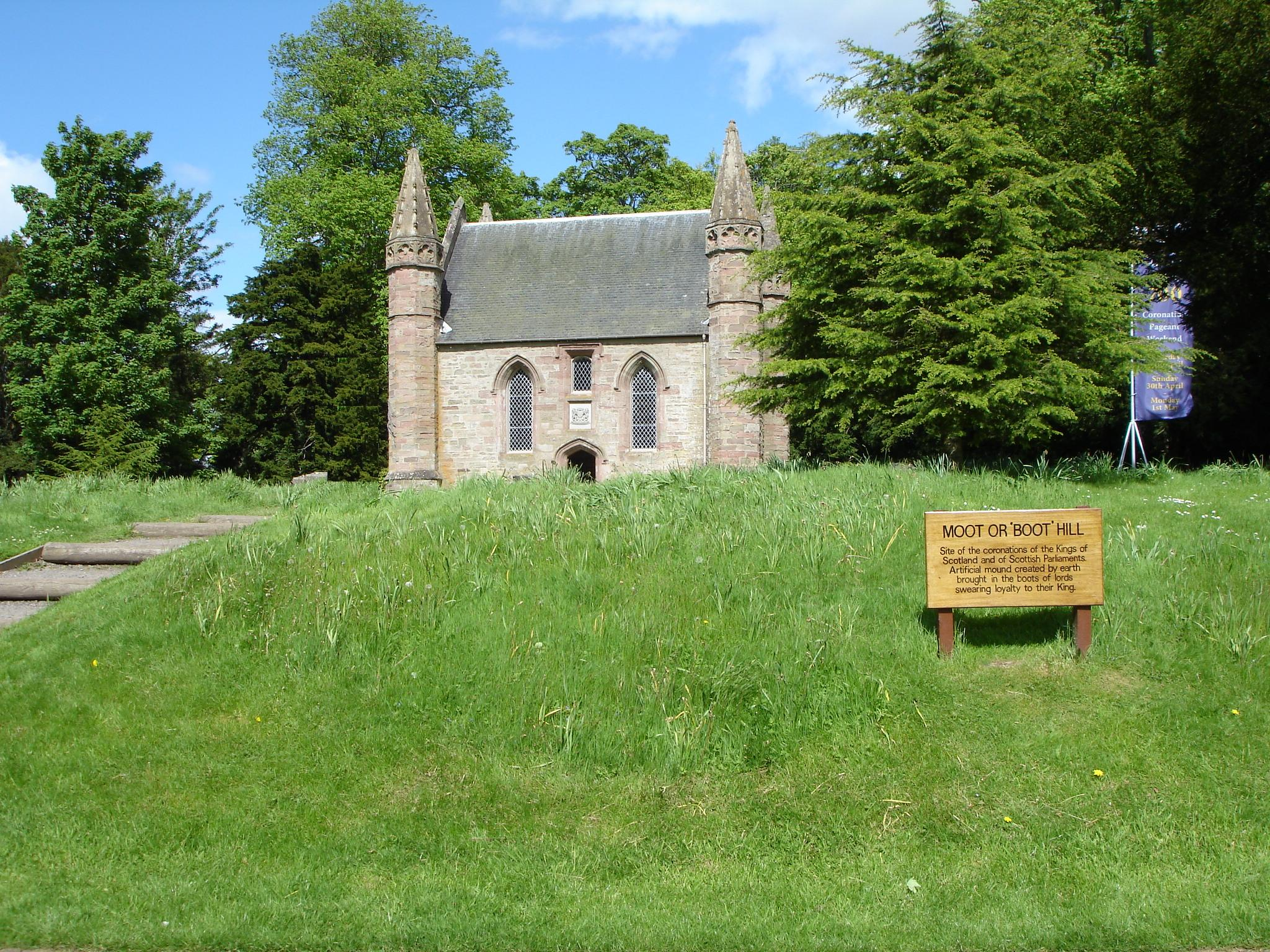
ムートの丘

ゲール語の詩においては、スクーンと王たちの関係および王選びの関係が、様々な詩的な悪口を与える材料となった。例えば『高貴なシールドのスクーン』（Scoine sciath-airde）、『騒がしいシールドのスクーン』（Scoine sciath-bhinne）である。スコットランドそのものが、しばしば『スクーン王国』（Righe Sgoinde）と呼ばれた.。比較されるのは、アイルランドがしばしば『タラ王国』と呼ばれていたことだろう。タラはアイルランド王たちの戴冠の地であった。スクーンはスコットランド王国初期に首都だったことがあり、近い存在であった。1163年か1164年には、マルカム4世がスクーン修道院を『我々の王国の第一の地』（in principali sede regni nostri）と言い表した 。しかしこの時点においては、スコット人の王による支配はスコットランド王国全体に及んでいなかった。当時スコットランドと呼ばれたのは、フォース川の北だったのである。王たちはロージアン、ストラスクライド、ハンティンドンも支配し、あまりにもこの地方で時間を費やした。さらに王は国内を巡回し、半恒久的な官僚機構を持っていた。王が一箇所にとどまらなかったことを考えれば、今日用いられる首都という言葉はこの時代にほとんど意味をなさなかったことになる。しかし中世の感覚においては、スクーンは多くの意味でスコットランドの首都であった。
12世紀、様々な外国勢力がスコットランド王たちに、スクーンをさらに意義深い王室の中心にするよう促した。アレグザンダー1世の時代に、スクーンの村ができたと考えられる。1124年、アレグザンダー1世は『イングランドの全ての商人たち』（omnibus mercatoribus Angliae）にあてて、『海路でスクーンに商品を運んだ者は保護を授ける』と約束している 。しかしスクーンは航行可能な川に面していなかった。スクーンに最も近く条件に適した場所にあったパースが、新たにバラとなった。パースはデイヴィッド1世の時代には確かに存在していた。パースはオールド・スクーンから1マイルの距離にあった。それはシティー・オブ・ロンドンがウェストミンスター寺院から1.36マイル（2.19km）の距離にあるのと似ていた。1114年から1122年の間に、アレグザンダー1世もスクーンに聖アウグスチノ修道会の小修道院を建立している。マルカム4世時代、スクーン小修道院の地位は上がり修道院となった。修道院は王室の重要な要素として機能し、代々のスコットランド王の戴冠の地となり、イングランド王エドワード1世が持ち去るまではスクーンの石が置かれた。スコットランドの他の修道院と同様に、スクーンは宮廷または宮殿の二重の意味を持っていた。年代記により、スコットランドのノルマン系の王たちは、修道院の中よりもむしろムートの丘（戴冠の丘）で戴冠してきたことが明らかであるものの、スクーン修道院の果たした役割は、歴代イングランド王に対しウェストミンスター寺院が果たしてきた役割と似ている。トーマス・オーウェン・クランシーが指摘するように、歴史ある丘で戴冠の宣誓を（in colle）を行うことはゲールの歴史において重要であり、ヨーロッパ大陸から入ってきた流行がその優位性を覆すことは明らかにできなかった 。しかし、エドワード1世の考えではスクーンはウェストミンスターと並ぶ存在であり、彼は1297年に修道院の戴冠式用備品、王冠、笏、戴冠の石を、イングランド王室の聖人・エドワード懺悔王の公式埋葬地であるウェストミンスターへ移した。

## 戴冠の地
タラのように、スクーンは土着の王たちの儀式や伝統のいくつかと関連付けられてきた。『世界各地の原始的な王制と結びついた、古い豊穣の儀式』であったとD・A・ビンチー（en）は述べている。スクーンがピクト人支配時代にこの種のものと関係していなかったことは確かであり、後にやってきたスコット人の王たちが努力して結び付けてきたのである。遅くとも13世紀には、スクーンの石と呼ばれる戴冠式の石の存在があった。石はもともとSimón Breccによってタラにもたらされたものであり、後世になって彼の子孫Fergus mac Ferchairがアルバ王国を征服後にスコットランドに持ち込んだ。このような戴冠の石の優位性は古くからの戴冠の地と関係があり、タラのみならず、中世アイルランド各地にある戴冠ゆかりの地と関連があった。このような反キリスト教儀式は、12世紀のスコットランドの隣国にあたるイングランド、フランスといった新興国世界においては、悪名高いものとなっていた。
12世紀のスコットランド王たちが、次第にゲール人でなくむしろフランス人化していったことは、スクーンの役割に対し脅威であった。イングランドの修道士で年代記作者であるコヴェントリーのウォルター（en）は、ウィリアム1世時代に『現在のスコットランド王たちは、自らを人種、習慣、言語、文化においてフランス人になぞらえている。彼らは王室の官吏と従者をフランス人のみでまかなっており、使用人からスコットランド人を減らしている。』と述べている。誇張はあるものの、これは真実である。1124年夏に戴冠のためスクーンを訪れたデイヴィッド1世が（彼はノルマン文化に触れて育った）、最初に儀式参加を拒否したのは、明らかに上記の理由からである。デイヴィッド1世の友であり、一時は廷臣であったリーヴォーのエルレッドによれば、デイヴィッド1世は『スコットランドの部族たちが、王が即位した際の臣従を表す行為を彼らの父祖のやり方で行うことを、司教たちに臣従の誓いを受け取るよう強要され苦労するほど』、忌み嫌っていた 。必然的に、儀式や信仰の中心地であるスクーンの重要性に影響を与えたが、戴冠式はそれでも13世紀中にいくつかの改新だけが加えられて保存された。スコットランドの歴代王たちは、王国の終わりまでこの地で戴冠を行った 。さらに中世後期までは、王たちはスクーンに滞在し、議会が開かれ、スコットランド史における重要な議会のいくつかはここで開かれた。

## 後世

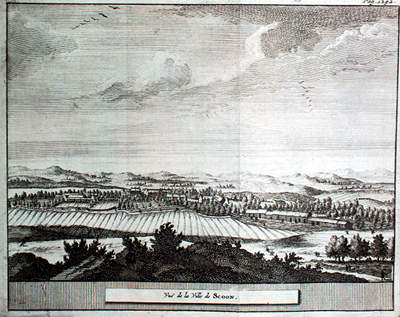
18世紀に描かれたスクーン

スクーンは戴冠の地としての役割を保ちながらも、影響力を持つ首都としての役割は中世後期には薄れた。それでも修道院は富で潤った。修道院は12世紀に火災にあい、第一次スコットランド独立戦争には大規模な戦闘の標的となった。スコットランド独立戦争時代の修道院がそうであったように、スクーン修道院も被災し、後援を失った。聖ファーガスの頭骨を聖遺物として保管するスクーン修道院は、巡礼地となった。そして古い祝祭と音楽的卓越性の名誉を保っていた。16世紀のスコットランド宗教改革により、スコットランド全土の修道院が重要性を失った。1559年にスクーン修道院も新教徒らに攻撃され、火を放たれた。一部の修道士が残っていたが、16世紀終わりには修道生活は消滅し、教区教会としてのみ機能し続けた。1581年、スクーンは新設されたガウリー伯爵領に含まれた。1600年のガウリー伯の陰謀で伯領はラスヴァン家から没収され、1606年に新設されたスクーン卿・デイヴィッド・マレーに与えられた。1621年にマレーはストーモント子爵を授爵されている。代々の子爵が再建を行って住み続けたので明らかなように、修道院兼宮殿はまともな状態であった。1651年にスクーンで戴冠したチャールズ2世も滞在している。1803年、スクーン修道院の持ち主であったマンスフィールド伯爵は、7万ポンドでイギリスの有名建築家ウィリアム・アトキンソンに新たな邸宅の建設を依頼した。

## 現在のスクーン

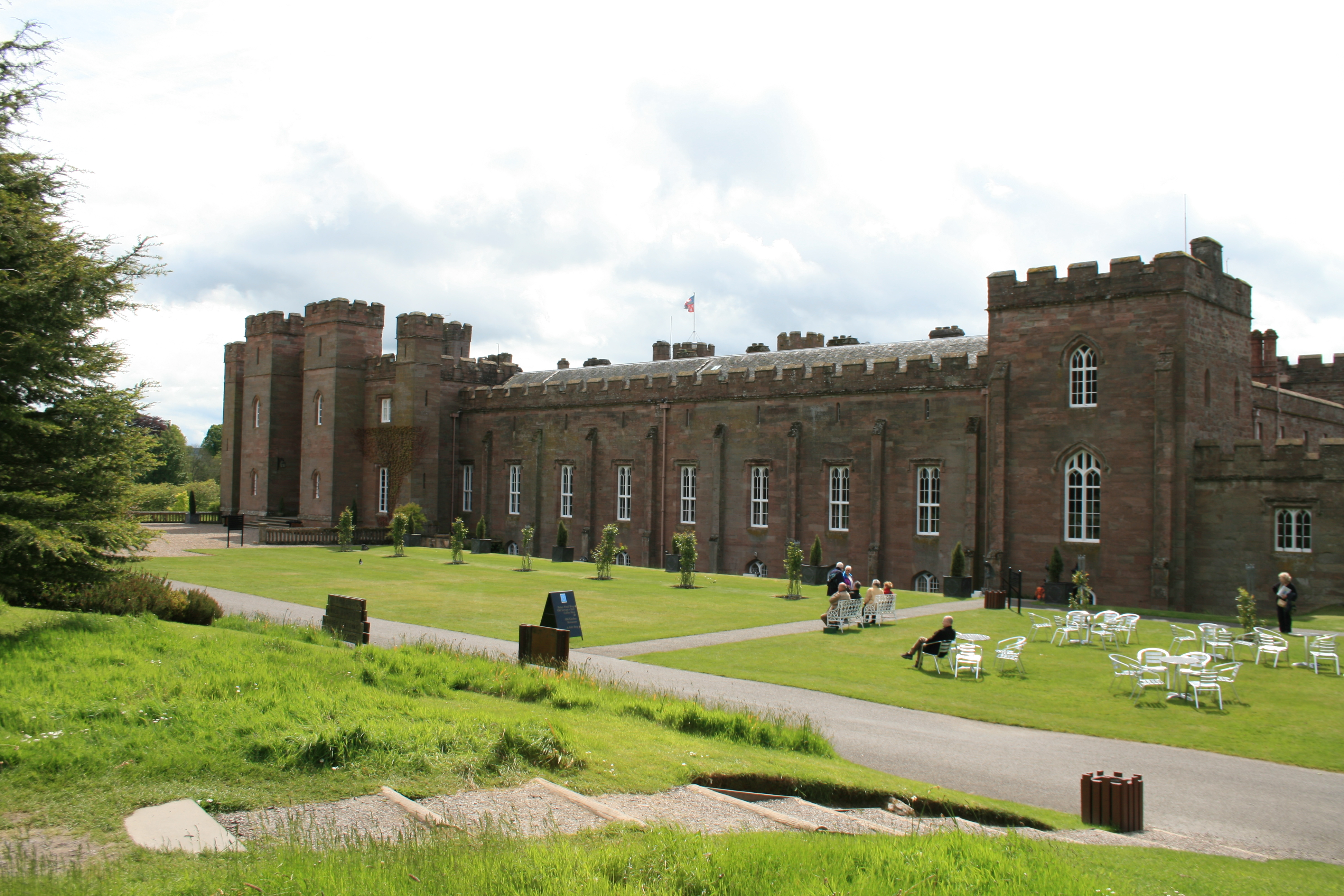
スクーン・パレス

新たな邸宅を建設するにあたって古い村を壊すこととなり、住民は新たな定住地へ移った。新たな村は設計された村として1805年に生まれ、最初ニュー・スクーンと呼ばれた。
ニュー・スクーンはオールド・スクーンの約2km東にあり、パースから1マイル離れている 。1997年までニュー・スクーンと呼ばれていたが、現在は正式にスクーンとなっている。
オールド・スクーンがかつてあった場所はいまの観光地、スクーン・パレスの地となっている。観光客はパレス敷地内にある庭園（南国の鳥が自由に動き回っている）、ムートの丘、そして邸宅を訪れることができる。

## トリビア
スクーンは、ウィリアム・シェイクスピアの悲劇『マクベス』第2幕第4章において、先代の王でいとこのダンカン1世を殺害したマクベスが王として即位する地として登場する。また、劇の最後のセリフ、『皆に、そして一人一人に私は感謝する/そしてスクーンでの戴冠式に皆を招待する』（So, thanks to all at once and to each one / Whom we invite to see us crown'd at Scone.）にも登場する。